# 10526 Ginkogino
10526 Ginkogino eller 1990 UK1 är en asteroid i huvudbältet som upptäcktes den 19 oktober 1990 av de båda japanska astronomerna Tsutomu Hioki och Shuji Hayakawa i Okutama. Den är uppkallad efter den japanska läkaren Ogino Ginko.
Asteroiden har en diameter på ungefär 3 kilometer.